# Letzte Chance für unser Klima
Der Dokumentarfilm Letzte Chance für unser Klima von Christian Jentzsch fragt nach der Verantwortung der Verursacher des menschengemachten Klimawandels für entstandene Schäden. Er zeigt auf, dass auch in reichen Ländern wie den USA nicht alle Bürger an die öffentliche Wasserversorgung angeschlossen sind und dass auch dort die öffentliche Wasserversorgung zusammenbrechen kann.
Der Film wurde erstmals am 25. Juli 2016 auf Das Erste ausgestrahlt.

## Statements und Fragen
Der Film zeigt auf, dass auch heute schon in vielen Regionen das Wasser ausgeht. Er adressiert ferner die Fragen, wer die Betroffenen des Klimawandels schützt und wer dafür zahlt. Eine Aussage des Films ist ferner, dass das Klima sich ganz klar zum Nachteil der Menschen ändert.

## Dokumentierte Regionen
Der Film dokumentiert die Auswirkungen des Klimawandels in verschiedenen Regionen der Erde: So zeigt er Missernte auf Obstplantagen in Central Valley in Kalifornien, USA, und die Wassernot in der Region Los Angeles. In Peru droht in der Region des Gletschers Palcacocha eine Überflutung. In Lima wird die prekäre Wasserversorgung in einem Elendsviertel gezeigt. In Deutschland dokumentiert der Film den Konflikt um den Hambacher Forst und die Erweiterung des Tagebau Hambach. (Im Film ist in diesem Zusammenhang fälschlicherweise von der Erweiterung des Tagebaus Garzweiler die Rede.)

## Klage gegen RWE
Der peruanische Bergbauer Saúl Luciano und seine Hamburger Anwältin Roda Verheyen haben mit Unterstützung von Germanwatch eine zivilrechtliche Klage gegen die RWE eingereicht.

## Mitwirkende
Mitwirkende des Films sind Betroffene, Aktivisten und Forscher: So kommt der Klimaforscher Mojib Latif (Deutsches Klimarechenzentrum) zu Wort, ferner der Klimaexperte Hunter Cutting, der Gletscherforscher Benjamin Morales Arnao sowie der Wasser- und Klimaforscher Peter Gleick. Es wirken ebenso Betroffene und Aktivisten mit wie der Bergbauer und Bergführer Saúl Luciano aus Peru, die Anwältin Roda Verheyen, Noah Walker-Crawford und Klaus Milke von Germanwatch, der Brunnenbauer David Moreno und der Farmer und Klimaleugner Larry Peltzer aus den USA, ferner Donna Johnson (freiwillige Helferin und „Wasserengel“) und Jens Sannig, Superintendent in Jülich.